# Santa Cruz Balanyá
Santa Cruz Balanyá é uma cidade da Guatemala do departamento de Chimaltenango.